# آب‌انبار درب زنجیر
آب‌انبار درب زنجیر مربوط به دوره قاجار است و در کاشان، خیابان محتشم، ابتدای کوچه درب زنجیر، (نزدیک امامزاده هارون بن موسی که به زیارت درب زنجیر معروف است) واقع شده و این اثر در تاریخ ۱۰ خرداد ۱۳۸۲ با شمارهٔ ثبت ۹۰۴۰ به‌عنوان یکی از آثار ملی ایران به ثبت رسیده است.
متاسفانه ابین آب انبار مثل اکثر آیب انبارهای کاشان رها شده و دستخوش تخریب است. 